# Benedikt, poustevník na Skalce
Svatý Benedikt, poustevník na Skalce (? – 1034), známý též pod slovanským jménem Beňadik, je první slovenský mučedník, žák sv. Svorada, oba společně patrony Nitry a Nitranské diecéze.

## Život
Benedikt žil nejprve v klášteře na Zoboru. Zde poznal svatého mnicha a poustevníka Svorada. Stal se jeho oddaným žákem a pomocníkem ve stáří. Svorad Ondřej přijal nabízenou pomoc a využil této příhodné okolnosti, aby požádal opata o dovolení uchýlit se ještě do odlehlejší samoty v jeskyni nad řekou Váhem poblíž Trenčína. Benedikt dosloužil Svoradovi až do smrti r. 1030. Sám pokračoval v poustevnické tradici svého učitele a dále žil v jeskyni na Skalce, jak se tomuto místu začalo říkat. V roce 1034 byl přepaden lupiči a zabit. Jeho mrtvé tělo svrhli do Váhu. Legenda praví, že po jeho smrti sedával velký orel na břehu řeky, dokud lidé nepochopili, že je chce upozornit na mrtvé světcovo tělo. Voraři, kteří si první všimli podivného chování ptáka, si zvolili Benedikta za svého patrona a ochránce.

## Úcta
V roku 1224 založil na místě poustevnické jeskyně nitranský biskup Jakob z úcty k Benediktovi benediktinský klášter.
Mučedník Benedikt byl svatořečen roku 1083 papežem sv. Řehořem VII. z podnětu uherského krále sv. Ladislava I.

## Legenda
Hlavním a zřejmě i jediným zdrojem informací o životě poustevníka a mučedníka Benedikta je latinská Legenda o poustevnících Svoradovi-Ondřeji a Benediktovi z pera jejich současníka Maura, biskupa uherského Pětikostelí. V této legendě světec vystupuje především jako svědek hrdinských ctností svého učitele sv. Svorada. Autor legendy biskup Maurus doslova píše: Do našeho tedy kláštera zasvěceného blaženému biskupovi Martinovi, zmíněný mnich Benedikt chodil a mně, co následuje o jeho (Svoradově) ctihodném životě, vyprávěl…